# Красавчики до нашей эры
«Красавчики до нашей эры» — казахстанская кинокомедия. Премьера фильма состоялась 21 ноября 2019 года.
Фильм снят кинокомпаниями Make Films и Dakeshi Films.

## Сюжет
Действие фильма происходит в доисторическое время.
Племя Красавчиков численностью 18 человек ни в чём не нуждается. Они входят в пятидесятку развитых племён и существуют за счет соседнего племени Рабочих, которое грабят каждые 2—3 дня, и поэтому живут красиво. Члены племени Мамонт, Мозга и Подкидыш, отсутствовавшие 2 месяца, возвращаются домой и вождь приглашает их к себе. У вождя новое жильё, взятое по программе «Доступная пещера». Он знает, что они охотились, и говорит им, что много поколений в их племени никто не охотился и не надо нарушать традицию. Родители Подкидыша после рождения много раз подкидывали, но однажды не поймали. Он произносит слова из современного языка, например: «Стратегия развития — цифровизация», а на язык племени его высказывания переводит Мамонт.
После очередного нападения племя Рабочих исчезает. Советник вождя говорит, что знает, где есть другое племя. Красавчики идут к ним и требуют половину еды, но те избивают вождя Красавчиков. У Красавчиков заканчивается еда и вождь отправляет Мамонта, Мозгу и Подкидыша на поиски племени Рабочих.
По дороге они встречают одного человека из племени Рабочих. Он говорит, что на племя Рабочих ночью напали люди из племени Людоедов и всех увели. Рабочим нравилось, что их грабят Красавчики. Они забирали мусор и пропавшую еду, а Рабочие называли их Падальщиками. Людоеды убивают каждый день по одному пленному. При попытке освободить Рабочих в плен попали Мамонт и Мозга. Во время боя Подкидыша несколько раз били по голове и после каждого удара он говорил на разных языках: на языке родного племени, на немецком (племя Людоедов), на арамейском, который появится в будущем. Человек из племени Рабочих прибежал к ставке вождя Людоедов и бросил Подкидышу ожерелье — символ власти. Когда ожерелье оказалось на Подкидыше, ему присягнуло племя Людоедов.
Фильм со счастливым концом: Красавчики стали учиться обрабатывать землю, пользоваться копьём и луком, а жена Мамонта родила ребёнка и численность племени Красавчиков стала 19 человек.

## В ролях
| Актёр              | Роль                               |
| ------------------ | ---------------------------------- |
| Мейирхан Шерниязов | Мамонт                             |
| Медет Аманбаев     | Мозга                              |
| Мейржан Туребаев   | Подкидыш                           |
| Адилжан Шомбалов   | вождь племени Красавчиков          |
| Даурен Айдаркулов  | советник вождя племени Красавчиков |
| Сабира Акатай      | жена Мамонта                       |
| Жахан Утаргалиев   | человек из племени Рабочих         |
| Адильжан Шомбалов  |                                    |
| Нуржан Ауезхан     |                                    |

## Съёмки
Идея комедии возникла в 2016 году.
Съемки прошли в июле 2019 года преимущественно в национальном парке Алтын-Эмель и в окрестностях города Жаркента Алматинской области, ныне в Жетысуской области. Съемочная команда из 30 человек работала над лентой в течение 20 дней. Были дни, когда съемочная группа составляла 100—150 человек.

## Критика
Фильм получил смешанные отзывы.
Некоторые критики отмечают, что это сатира на бывшего президента Республики Казахстан Нурсултана Абишевича Назарбаева и Республиканскую политическую партию «Нур Отан».